# Shingo Shibata
Shingo Shibata (柴田 慎吾 Shibata Shingo?), född 13 juli 1985 i Tokyo prefektur, är en japansk före detta fotbollsspelare.
Shibata började sin karriär 2008 i Consadole Sapporo. Han spelade 16 ligamatcher för klubben. 2010 flyttade han till Thespa Kusatsu. Han avslutade karriären 2010.